# Pineda Trasmonte
Pineda Trasmonte – gmina w Hiszpanii, w prowincji Burgos, w Kastylii i León, o powierzchni 28,17 km². W 2011 roku gmina liczyła 138 mieszkańców.